# Antonie Brehmer-Gaffron
Antonie Brehmer-Gaffron, född 28 maj 1833 i Breslau, död 14 juli 1908 i Triest) var en tysk författare och poet.

## Biografi
Antonie Brehmer-Gaffron var dotter till major, Friherre Karl von Gaffron und Oberstradam. Antonies äldre syster var författaren och poeten Auguste Hyrtl. Antonie kom 1857 till Trieste. Efter det att Antonies syster Mathilde (1825–1896) skilt sig från sin man, generaIinspektör Theodor Brehmer, gifte de sig. Antonie valde att bära dubbelnamnet Brehmer-Gaffron. Theodor Brehmer avled 1880.
Antonie Brehmer-Gaffron skrev främst poesi, som också publicerades 1869. Diktsamling Aus der Fremde  skapades i samarbete med sin son Arthur Brehmer (1858–1923), författare även han.